# Port-en-Bessin-Huppain
Port-en-Bessin-Huppain ist eine französische Gemeinde mit 1.888 Einwohnern (Stand: 1. Januar 2022) im Département Calvados in der Region Normandie. Die Gemeinde gehört zum Arrondissement Bayeux und zum Kanton Bayeux. Die Einwohner werden Portais genannt.

## Geografie
Port-en-Bessin-Huppain liegt an der Küste zum Ärmelkanal in der sogenannten Seinebucht, neun Kilometer nordwestlich von Bayeux. Umgeben wird Port-en-Bessin-Huppain von den Nachbargemeinden Commes im Osten, Maisons im Süden, Étréham im Südwesten sowie Aure sur Mer mit Sainte-Honorine-des-Pertes im Westen.
Durch die Gemeinde führt die frühere Route nationale 814.

## Geschichte
Möglicherweise stand hier im 4. und 5. Jahrhundert ein römisches Kastell, Grannona. Es war Bestandteil der Festungskette des gallischen Teils der sogenannten Sachsenküste und diente vielleicht einem der Abschnittskommandeure, dem Dux tractus Armoricani et Nervicani, als Hauptquartier. Port-en-Bassin wurde erstmals 1035/1036 als Portu (für lateinisch Portus – „Hafen“) erwähnt. Im 13. Jahrhundert wird dann erstmals Hupain genannt. 1824 wurde die Gemeinde Huppain mit den Nachbargemeinden Neuville-sur-Port und Villiers-sur-Port vereinigt.
Am 8. Juni 1944 wurde der Ort im Rahmen der Operation Aubery einem Teil der Alliierten Invasion in der Normandie (Operation Overlord) befreit.
1972 wurden die Gemeinden Port-en-Bessin und Huppain zusammengeschlossen.
| Jahr      | 1962  | 1968  | 1975  | 1982  | 1990  | 1999  | 2006  | 2012  |
| --------- | ----- | ----- | ----- | ----- | ----- | ----- | ----- | ----- |
| Einwohner | 1.737 | 1.891 | 2.388 | 2.332 | 2.308 | 2.139 | 1.958 | 2.039 |

## Sehenswürdigkeiten
- Kirche Saint-André in Le Port, erbaut 1880 bis 1898 an der Stelle des früheren Kirchbaus aus dem 12. Jahrhundert
- Kirche Saint-Pierre in Huppain aus dem 12./13. Jahrhundert, Monument historique
- alte Kirche Saint-Nicolas in Villiers-sur-Port aus dem 12./13. Jahrhundert, Monument historique
- Kirche Notre-Dame-de-Saintes-Reliques aus dem 13. Jahrhundert
- Schloss von Villiers-sur-Port aus dem 13. Jahrhundert, Monument historique
- Turm Vauban, 1694 als Bastion gegen Piraten und gegen eine englische Invasion errichtet, Monument historique
- Maison Phare (Leuchtturm), zerstört bei den Bombardements vom 6. Juni 1944 und anschließend neu errichtet nach Entwürfen der Architekten Georges et Gilbert Halllier (Bayeux). Im August 1954 wurde das Licht wieder in Betrieb genommen und wurde 1995 automatisiert.[1]

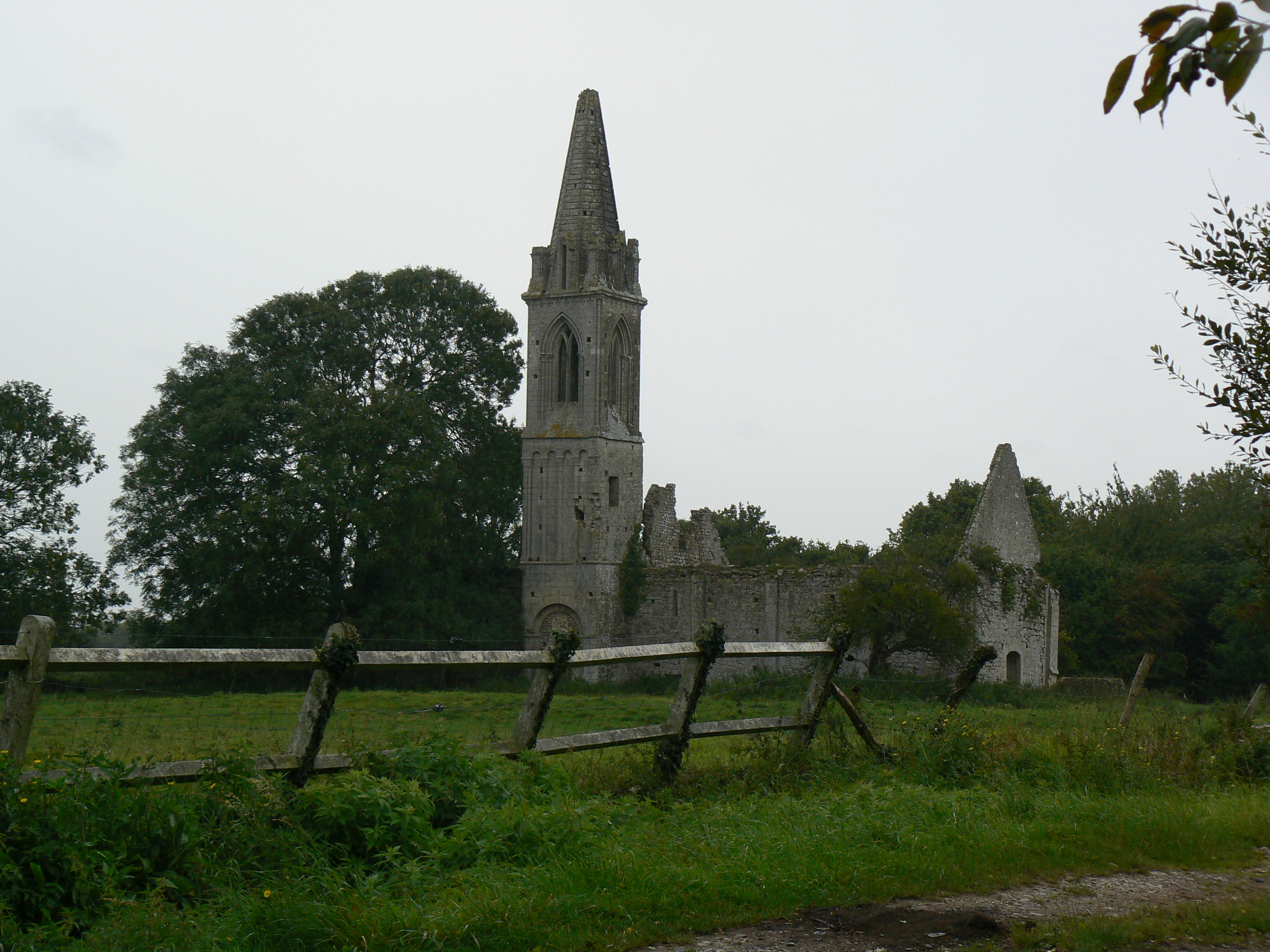
Kirche Saint-Nicolas
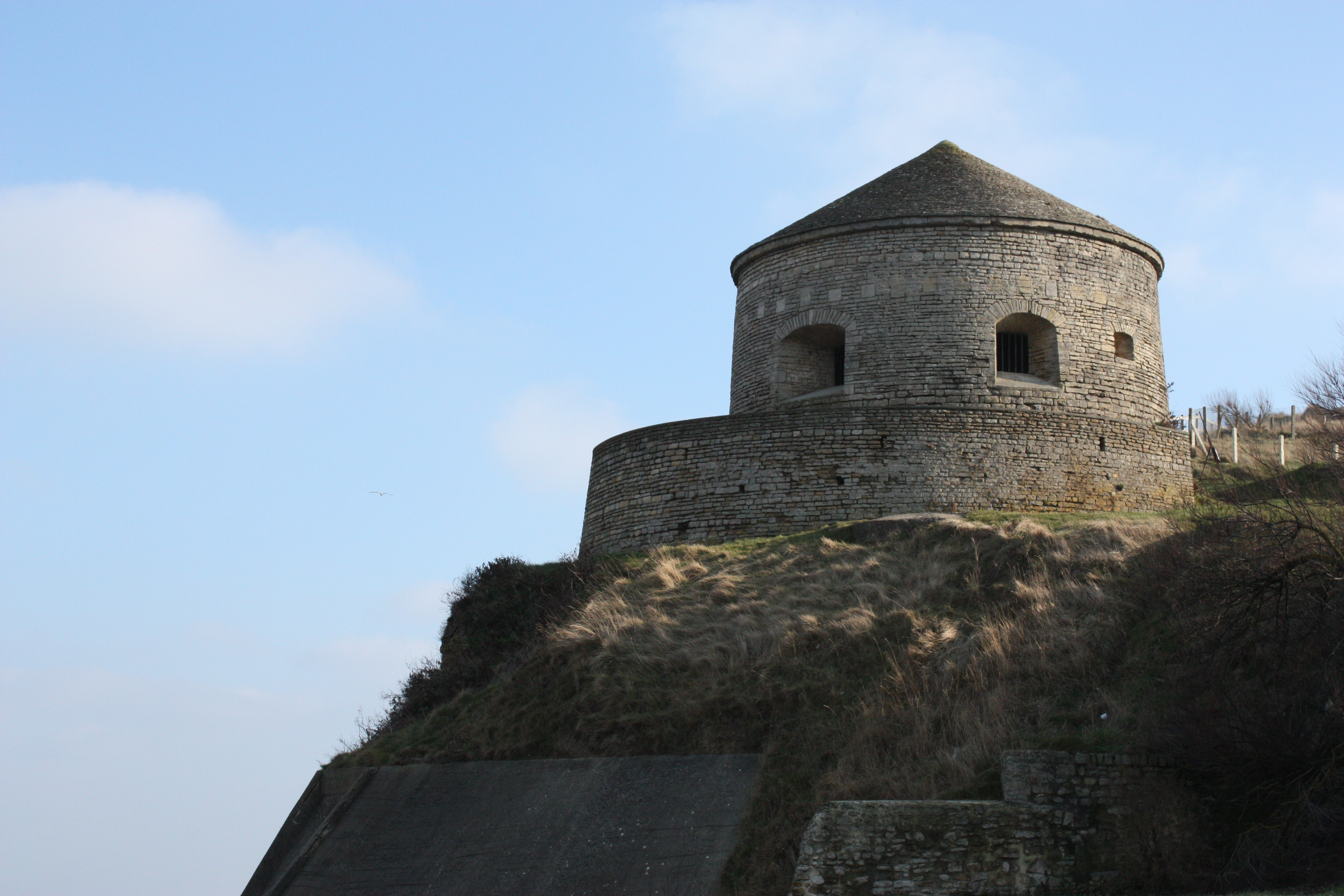
Turm Vauban
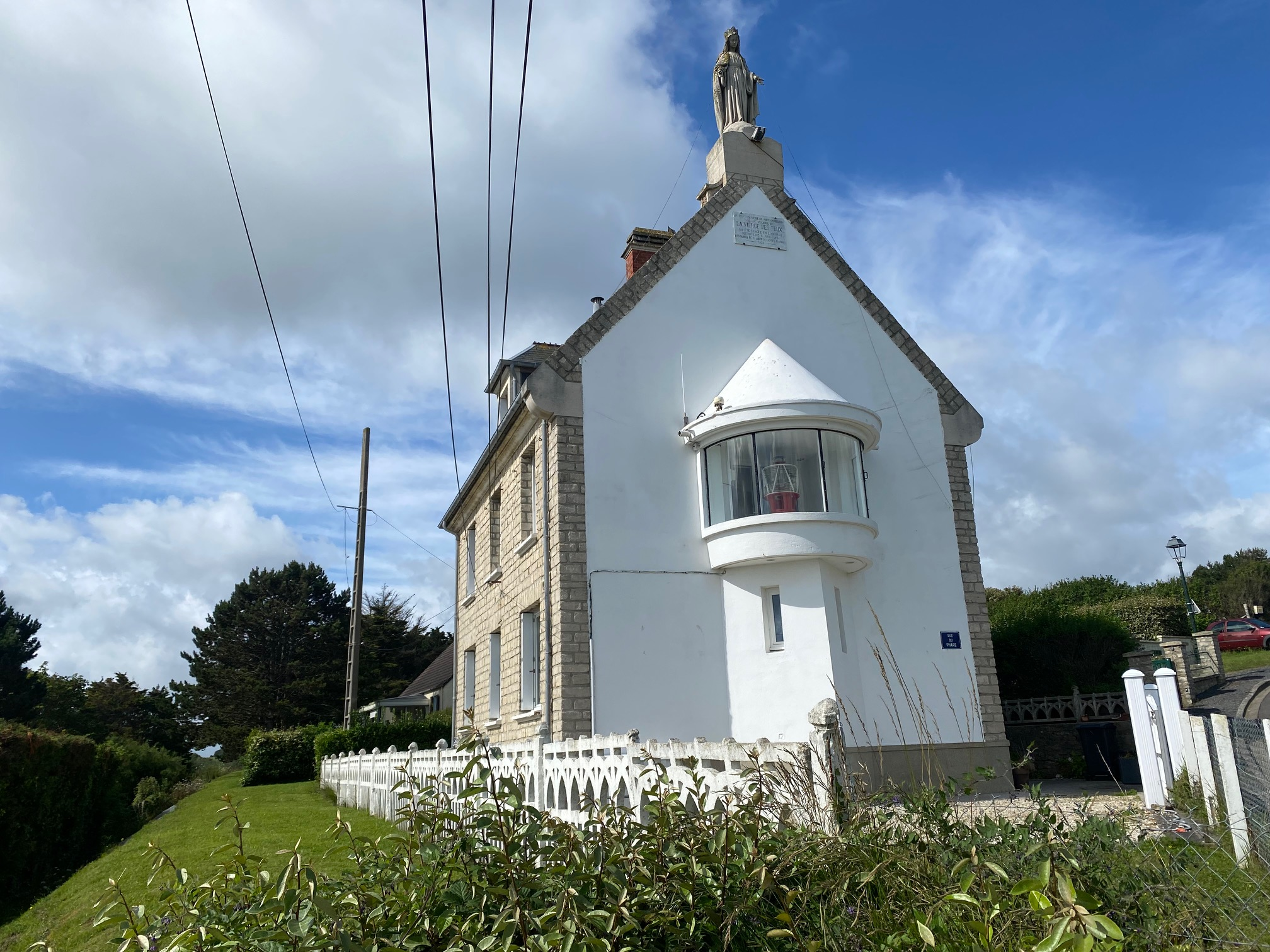
Leuchtturmhaus

## Gemeindepartnerschaften
Mit der Übersee-Gemeinde Saint-Pierre auf Saint-Pierre besteht seit 1976 eine Gemeindepartnerschaft.